# Gonomyia perscabrosa
Gonomyia perscabrosa är en tvåvingeart som beskrevs av Alexander 1961. Gonomyia perscabrosa ingår i släktet Gonomyia och familjen småharkrankar.
Artens utbredningsområde är Madagaskar. Inga underarter finns listade i Catalogue of Life.